# Горський Михайло Юрійович
Михайло Юрійович Горський (нар. 1976) — російський актор театру і кіно. Відоміший за роллю Сержанта Максименка в телесеріалі Солдати.

## Біографія
Народився 23 жовтня 1976. У 1997 році закінчив Російську академію театрального мистецтва на курсі А. Бородіна. Працював у Російському академічному молодіжному театрі. Працює в театрі Ермітаж і в групі режисера Михайла Рощина. У кіно вперше з'явився в 2001 році у фільмі Свято. У 2005 році перейшов на телеканал REN TV в серіал Солдати де він працював зі своїм нині близьким другом Артемом Григор'євим, і завдяки якому він отримав широку популярність.

## Роботи в театрі
- Азеф
- Нелюд
- Російський преферанс
- Суер-Виер

## Фільмографія
- 2001 — Свято -Наречений
- 2002 — Три сестрички
- 2003 — Жінки в грі без правил
- 2004 — Московська сага
- 2004 — Прощальне луна -Старший лейтенант Сапєлкін
- 2005 — Бункер, або вчені під землею -Федько (робочий)
- 2005-2007 — Солдати 5-13 -Рядовий, Сержант Максименко
- 2007 — Диверсант. Кінець війни
- 2008 — Застава Жиліна -Старшина Іванов
- 2009 — Глухар 2 -Олександр Лисенков